# Bindaż
Bindaż (niem. binden – wiązać), berceaux, chłodnik, kolebka – aleja obsadzona obustronnie drzewami lub pnączami, których pędy splatają się nad drogą tworząc sklepienie. Bindaże zakładane były w ogrodach począwszy od renesansu, jednak najbardziej popularne były w okresie baroku.
Rośliny tworzące bindaż mogą być formowane za pomocą odpowiedniej konstrukcji lub tylko poprzez odpowiednie cięcie, związywanie i splatanie pędów.
Wyróżnia się trzy główne formy tego typu konstrukcji:
- tunel z liści, otaczających przejście od sklepienia i boków,
- podniesiona ściana i sklepienie zieleni wsparte na gołych pniach, zwykle do wysokości ok. 2 m,
- zielony dach z otwartymi bokami.